# Heinz Schmidtke (Verbandsfunktionär)
Heinz Schmidtke (* 12. Januar 1921 in Treuburg; † 24. September 1976) war ein deutscher SED-Funktionär und Erster Sekretär des Verbandes der Kleingärtner, Siedler und Kleintierzüchter (VKSK) der DDR.

## Leben
Schmidtke, Sohn einer Arbeiterfamilie, besuchte die Volks- sowie die Berufsschule, absolvierte eine kaufmännische Lehre und arbeitete in Treuburg. 1940 wurde er zur Wehrmacht eingezogen und geriet 1943 in sowjetische Kriegsgefangenschaft. Während seiner Zeit als Kriegsgefangener besuchte er eine Antifaschule. 
1949 kehrte er nach Deutschland zurück. Er war zunächst Lagerarbeiter, dann 1950/1951 Angestellter der landwirtschaftlichen Kreisgenossenschaft Gera. 1951/1952 fungierte er als Zweiter Sekretär des VdgB-Kreisvorstandes Gera, bevor er 1952 Erster Sekretär des VdgB-Kreisvorstandes Heiligenstadt wurde. 1952 wurde er Mitglied der SED. 1952/1953 war er Instrukteur der Abteilung Landwirtschaft der SED-Bezirksleitung Gera, dann von 1953 bis 1969 politischer Mitarbeiter der Abteilung Landwirtschaft des ZK der SED. 
1955/56 studierte er an der ZK-Schule für Landwirtschaft in Schwerin und absolvierte 1961 ein Fernstudium an der Hochschule für Landwirtschaft in Bernburg (Saale) als Diplom-Agrarökonom. Von 1965 bis 1969 studierte Schmidtke an der Parteihochschule der KPdSU in Moskau mit Abschluss als Diplom-Gesellschaftswissenschaftler.
Von März 1969 bis zu seinem Tode 1976 war er Erster Sekretär des Zentralvorstandes des Verbandes der Kleingärtner, Siedler und Kleintierzüchter der DDR. Schmidtke war zudem Mitglied des Nationalrates der Nationalen Front. Er starb nach einem Verkehrsunfall.
Schmidtke wurde unter anderem 1974 mit dem Vaterländischen Verdienstorden in Bronze ausgezeichnet.